# Exidmonea pauper
Exidmonea pauper är en mossdjursart som först beskrevs av Canu och Bassler 1929.  Exidmonea pauper ingår i släktet Exidmonea och familjen Tubuliporidae. Inga underarter finns listade i Catalogue of Life.